# Maile Mamao
Pas d'image ? Cliquez ici

a Compétitions nationales et continentales officielles uniquement.

Dernière mise à jour le 13 mars 2025.
Maile Mamao, né le 7 janvier 1996, est un joueur tongien de rugby à XV évoluant au poste de centre ou d'ailier. Il joue avec l'US bressane.

## Carrière

### Formation
Maile Mamao est issu du centre de formation de l'Aviron bayonnais, ce qui lui donne le statut de JIFF.

### En club
Maile Mamao commence sa carrière professionnelle lors de la saison de Top 14 2015-2016 avec l'Aviron bayonnais. Durant son passage à Bayonne, il joue essentiellement avec les espoirs.
En février 2020, il est prêté au club italien de Rovigo jusqu'à la fin de la saison mais en raison de la pandémie de Covid-19, il ne jouera aucun match avec le club italien.
Il rejoint le Stado Tarbes Pyrénées rugby pour la saison de Nationale 2020-2021.

## Palmarès
Néant